# Подлипичье
Подлипичье — бывшее старинное село, сейчас часть города Дмитрова (Московской области). Было центром Подлипецкого сельсовета.
Сохранилась частная застройка бывшего центра села. Рядом находится усадьба Подлипичье.

## Расположение
На западе граничит со 2-м микрорайоном, на севере находится исторический центр Дмитрова. На востоке располагается бывший посёлок экскаваторного завода.
На юго-западе находится Горьковский посёлок, на юго-востоке — бывший посёлок завода железобетонных конструкций.
Село располагалось на возвышенности (Подлипецкая гора). Один пруд (Подлипецкий) располагается в центре, за современной Инженерной улицей располагается Инженерный пруд. На востоке за Инженерным прудом располагается парк «Табор».
По названию парка существует 2 версии, не исключающие друг друга. Первая говорит, что на данном месте располагался лагерь ордынских федеральных войск. Вторая, что здесь находился лагерь польско-литовского войска. Т. к. местность возвышенная (холм), контролирующая окружающую территорию.

## История села
Проведённые раскопки в начале 2000-х Институтом Археологии РАН в районе Подлипичья, по словам работников музея «Дмитровский кремль», обнаружили неолитическую стоянку.
Село Подлипичье Повельского стана Дмитровского уезда известно XV — XVI веков.
Село до 1563 года относится к дворцовым, т.е. существовало уже в XV веке.
Также селов 1563—1567 гг. числится в менных землях князя Владимира Андреевича Старицкого, который управлял Дмитровом. В 1569 году село отходит к дворцу после его смерти.
Во время польско-литовского нашествия село разоряется. На его месте образуется пустошь.
С 1626 года земля пустоши принадлежит московским ямщикам:
```
«пустошью Верхнее Подлипичье на двух прудах… да от речки от Хомиловца вверх по Яхроме лужок Долгой… да отхожей луг Пищеники по речке по Клюсовке… да отхожей кулишке меж покосов села Волдынского и деревни Шенибутовы…».
```

В 1634 году село восстанавливает дьяк Конюшенного приказа Григорий Пятово. Он переселяет на место 5 крестьянских семей (дворов) из своей территории Кашинского уезда. В 1645 году в селе строится Богородичная церковь, возможно, существовавшая до нашествия.
После смерти Григория Пятово селом владеет боярин Семён Лукьянович Стрешнев, ярый противник патриарха Никона. После его смерти село снова числится дворцовым.

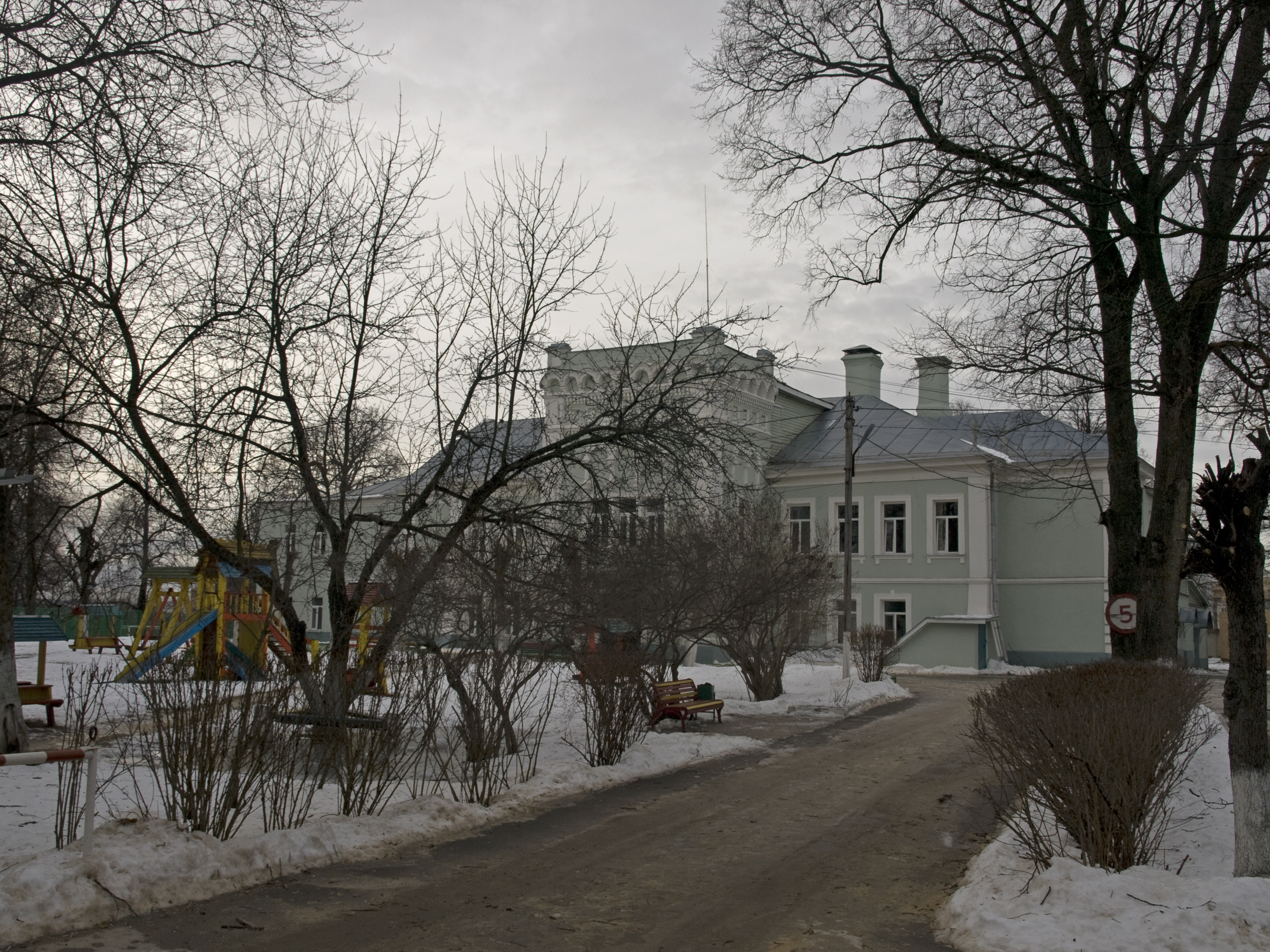
Главный дом усадьбы Подлипичье

С 1685 года селом владеют род Хитрово, возвысившихся при царях Романовых. Первый владелец из рода — Пётр Савич Хитрово. Они в селе возводят свою усадьбу. Интересно, что Приказом Большого Дворца с 1663 года заведовал Богдан Матвеевич Хитрово.
В 1685 г. упоминается «...село о двух прудах, а в нем церковь Пресвятыя Богородицы». Один пруд Подлипецкий сохранился под прежним названием, второй — возможно, Инженерный пруд.
В 1849 году село было заложено, а затем продано надворной советнице А. П. Помонарёвой, владелице суконной мануфактуры в селе Суровцево. Село вместе с дворовыми 17 людьми, 52 крестьянами было продано за 38 тысяч 571 рубль серебром.
В 1875 году село переходит в собственность известного купца, городского главы Москвы, владельца товарищества Покровской мануфактуры И. А. Лямина.
Село примыкает вплотную к городу Дмитрову. Село начинается от Троицкой дороги (Загорской), соседствует со Солдатской и Спасской слободами по Спасской(Пушкинской) улице. На юге и востоке сельскохозяйственные земли.
На 1913 год Подлипичье входило в состав Подчёрковской волости Дмитровского уезда Московской губернии. В селе было 18 дворов и имение Ляминых.
В первые годы большевистско-советской власти село Подлипичье являлось центром Подлипецкого сельсовета и входило в состав образованной Дмитровской волости Дмитровского уезда Московской губернии.
В селе действовал колхоз «Заря» с прилегающими сельскохозяйственными землями.
В 1929 году село Подлипичье переходит в Дмитровский район Московской области.
В 1930-е годы село входило в Митькинский сельсовет.

### Вхождение в состав Дмитрова

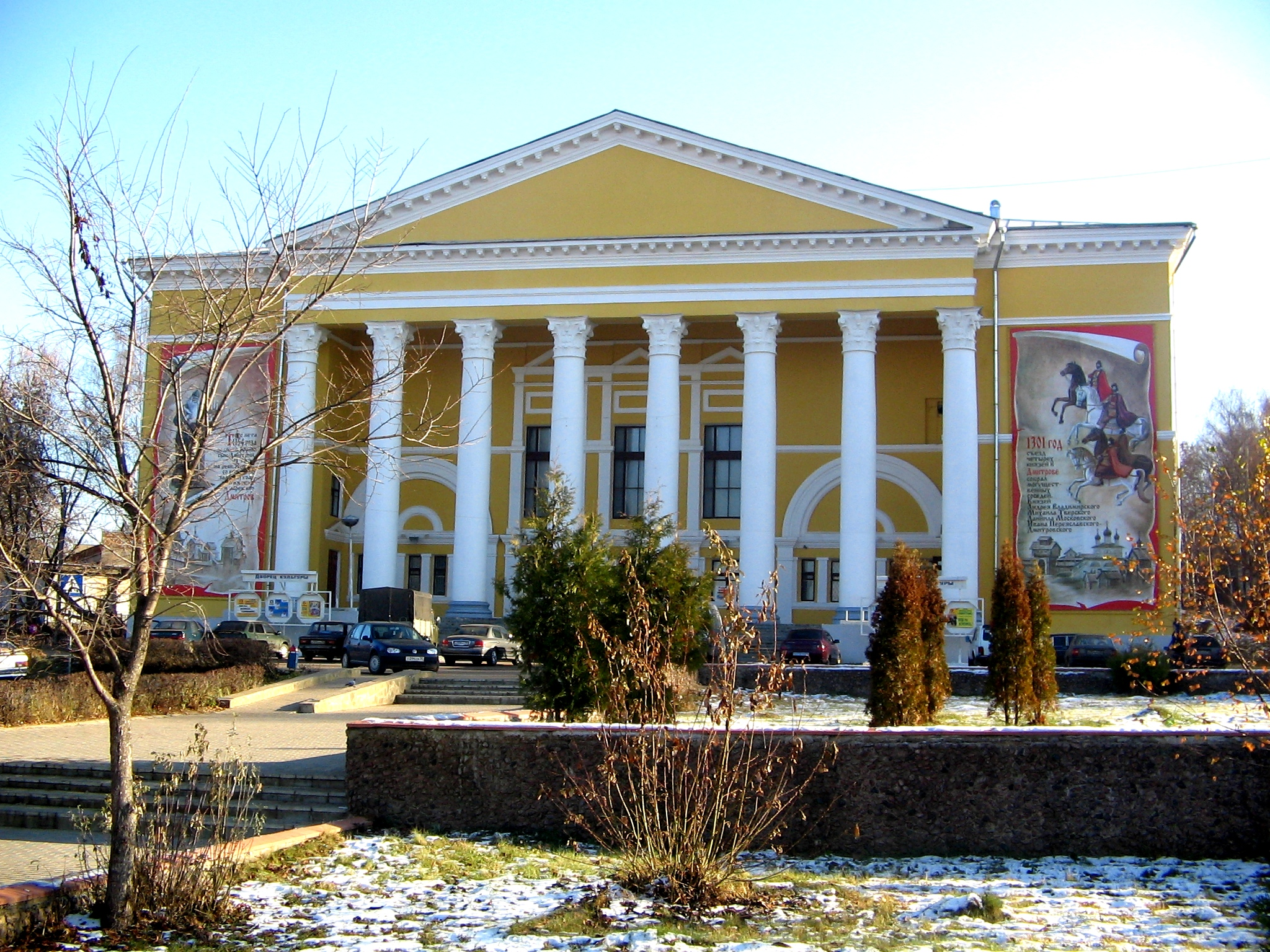
Районный дворец культуры

10 апреля 1932 года Президиум ВЦИК постановил «Включить в черту г. Дмитрова, Дмитровского района, селения: Подлипичье, Шпилёво и Подлипичью слободу с их земельными угодиями».
С 1932 по 1937 год идёт строительства канала Москва-Волга, проходящего через Дмитров. Руководство, образованного для этих целей Дмитлага, располагается в Дмитровском Борисоглебском монастыре.
Земли села на севере используются для организации  «городка Дмитлага», где селятся управляющие, вольнонаёмные и инженерные работники на улицах: Большевистская, Чекистская, Комсомольская, Пионерская, Инженерная, Энергетическая, Шлюзовая. Затем "городок" был перестроен в посёлок экскаваторного завода.
В дальнейшем бывшее село (частный сектор) срастается с жилым фондом Дмитрова. На границе бывшего села строится районный дворец культуры.
Сейчас территория бывшего села входит в центральный район Дмитрова.

## Достопримечательности
- Казанская церковь
- Усадьба Подлипичье
- Дом-музей Серафима Звездинского

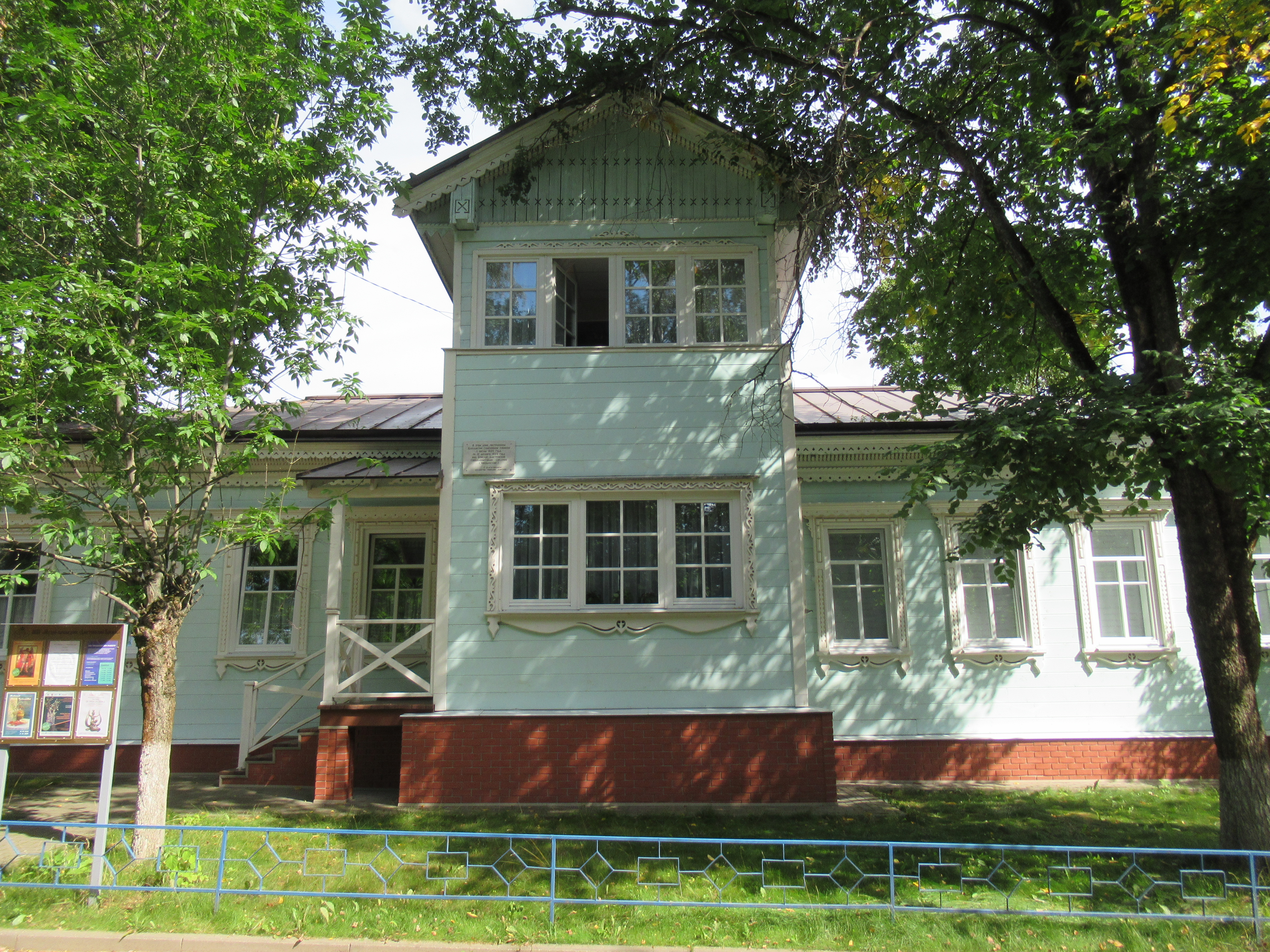
Дом-музей Серафима Звездинского

- Сквер «Подлипичье»  (бывшая липовая роща усадьбы)

## Улицы
- Подлипичье
- Подлипецкая